# Sebar
Sebar  je bil v srednjeveški srbski državi nesvoboden kmet, ki je moral svojemu gospodarju – vladarju, posestniku ali cerkvi – dajati več vrst rente. Sebarji so se po vrsti odnosa in dela, s katerim so se ukvarjali, delili na meropahe, vlahe, zanatlije (obrtnike), sokalnike (služabnike) in otroke (sužnje). V Dušanovem zakoniku je bil njihov položaj natančno določen.
V starih dokumentih se je izraz sebar uporabljal tudi ta preprostega neukega človeka.
Meropahi so bili nesvobodni kmetje v srednjeveški Srbiji. Imenovali so jih tudi serblji, zemljani ljudi in ljudi vlastelisci.  Morali so delati za svojega gospodarja in mu dajati rento v naravi. V Dušanovem zakoniku so bile njihove dolžnosti natančno določene: na gospodarjevem imetju so morali delati dva dni v tednu, kositi  travo, okopavati vinograd, in mu vsako leto dajati "carevu perperu" – denar. Več kot toliko se jim po zakonu ni smelo vzeti.
Meropah ni smel zapustiti zemlje, ki jo je obdeloval, zakon pa je dopuščal, da se je pravdal s svojim gospodarjem ali vladarjem, če je od njega zahteval več dela in denarja, kot je bilo predpisano.
V srednjeveški Srbiji so z vlahi imenovali nomadsko prebivalstvo, ki se je ukvarjalo z živinorejo. Vlahi so omenjeni v Dušanovem zakoniku in Zakoniku cetinjskih vlahov. Vlahi so postopoma postali poseben družbeni sloj, ki ni bil obremenjen s fevdalnimi dajatvami ampak je plačeval letni davek.
Del srbskega prebivalstva se je v 15. stoletju  pred Turki umikal proti hrvatskemu ozemlju, tako da so Srbi v Dalmaciji in njenem zaledju ter vzhodni Slavoniji postali večinsko prebivalstvo. Z nastankom Vojne krajine je naziv vlah spremenil svoj pomen, ker so se Srbi iz Vojne krajine sami imeli za Vlahe. 
Izraza vlah ne smemo zamenjati z istim imenom romaniziranih ljudstev Balkana, ki so se ukvarjala z živinorejo, v dalmatinskih mestih pa se je naziv vlah uporabljal za hribovske pastirje in vaško prebivalstvo.
Sokalniki (sluge) so se imenovali tudi servi in so bili nesvobodni kmetje v srednjeveški Srbiji. Imeli so malo manjše obveznosti kot meropahi. Morali so delati na posestvu svojega gospodarja in kot služabniki opravljati različna opravila: tovoriti blago, spremljati gospodarja na potovanju, popravljati zgradbe ali delati v kuhinji. Število servov je bilo v primerjavi z meropahi majhno. 
Otrok je bil v srednjeveški srbski državi suženj. Bil je last svojega gospodarja, ki ga je lahko prodal. Po Dušanovem zakoniku otrok – kristjan ni mogel biti prodan nekristjanu. Otroci so se dedovali, niso pa mogli biti del nevestine dote. Otroci so postopoma postali meropahi – nesvobodni kmetje. Dobili so zemljo in z njo vse obveznosti do svojega gospodarja.